# London Biggin Hill Airport
London Biggin Hill Airport (IATA: BQH, ICAO: EGKB) is een regionale luchthaven in Biggin Hill, in het zuidoosten van Groot-Londen. Het is een belangrijke luchthaven voor privé- en zakenvluchten en voor vliegtraining.
Biggin Hill is een voormalige vliegbasis van de Royal Air Force, die in 1917 werd aangelegd door het Royal Flying Corps. In de Tweede Wereldoorlog was ze de basis van Spitfire- en Hurricane-gevechtsvliegtuigen. Tot 1958 was het een operationele basis van de RAF en waren er onder meer Gloster Meteors en Hawker Hunters gestationeerd. Na de sluiting van de luchthaven van Croydon, in 1959, werd Biggin Hill ook als burgerluchthaven gebruikt en werd het een gemengd militair-burgerlijk vliegveld. In 1992 trok de RAF zich definitief uit Biggin Hill terug. De uitbating werd later overgedragen aan Regional Airports Ltd.